# Gladiolus cylindraceus
Gladiolus cylindraceus är en irisväxtart som beskrevs av Gwendoline Joyce Lewis. Gladiolus cylindraceus ingår i släktet sabelliljor, och familjen irisväxter. Inga underarter finns listade i Catalogue of Life.